# O

Litera Oo scrisă cu fontul „School Script Dasher”.

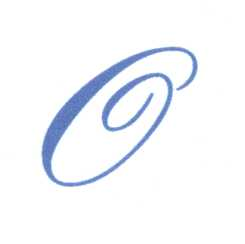
Majuscula O

Minuscula o

O este a cincisprezecea literă din alfabetul latin și a optsprezecea din alfabetul limbii române. În limba română această literă notează o vocală mijlocie posterioară rotunjită notată fonetic cu simbolul [o] (ca în cuvântul somn) sau o semivocală (ca în cuvântul foarte).

## Istorie
| D4 |

| D4 |

## Alte reprezentări
| Alfabetul fonetic NATO | Codul Morse |
| Oscar                  | –––         |

|                                                 |                     | ⠕       |
| Sistemul de semnalizare maritimă internațională | Alfabetul semaforic | Braille |